# Quintanilla de las Dueñas
Quintanilla de las Dueñas era una pedanía de Cerezo de Río Tirón (Burgos), próxima a Tormantos (La Rioja). En 1963 quedó totalmente despoblada. Hoy han desaparecido prácticamente todos sus edificios, únicamente queda en pie una casa y un corral que se encuentran en muy mal estado.

## Historia
En las proximidades se han encontrado restos de la Edad de los Metales. Es muy posible que en el enclave actual hubiese alguna edificación  romana ya que por allí pasaba la Vía Itálica in Hispanias que comunicaba Milán, Tarragona y Astorga. En la historia de San Formerio dice que la vega de los Tormentos había un circo romano con leones donde se daba tormento a los Cristianos, aun se puede ver como sobresale la espiga del Circo romano de Auca Patricia en estas ruinas con 8 metros de ancho por 160 de largo, el resto de las ruinas son medidas correctas de un circo romano en el término de la Arena de Cerezo.
El Becerro galicano de San Millán de la Cogolla nos cuenta que Abelmondar Telléz pobló Sabuco en Setefenestas

En el año 936, Fernán González, conde de Castilla, agrega a San Millán el monasterio de Siete Fenestras, con sus dos iglesias, y las exime de todo tributo real o señorial. 
cum duas ecclesias, Sancti Iohannis et Sancte Marie
En el año 1084 Relación de viñas, eras y sernas del monasterio de San Millán en la zona de Cerezo y Siete Fenestras.
El emplazamiento actual va unido a la existencia del convento de monjas benitas de Sietefenestras, situado al otro lado del río, en lo alto del cortado de la cuesta. Allí se pueden ver dos grupos de oquedades, en uno de los cuales la tradición de la zona sitúa el monasterio rupestre de Sietefenestras, citado en una donación de Fernán González al monasterio de San Millán, en los años 936 y 938, y que también aparece en un milagro de san Vitores. 
Por sus tierras también pasó en sus inicios el Camino de Santiago aprovechando la antigua Calzada Romana. Aparece en el fuero que Alfonso VII el Emperador concedió a Cerezo el 10 de enero de 1146.
Junto con Cerezo pasó al señorío de los duques de Alburquerque primero, y a los condes de Haro, desde la época de Juan II de Castilla hasta la desaparición del sistema feudal. 
En 1352 se encuentra dentro de la merindad La Rioja-Montes de Oca de la Merindad Mayor de Castilla, y con capital en Santo Domingo de la Calzada.
En el censo de la provincia de Castilla del siglo XVI aparece dentro del arciprestazgo de Belorado con una pila, 12 vecinos y 60 almas.
A la caída del Antiguo Régimen queda constituida como ayuntamiento constitucional denominado entonces Cerezo de Río Tirón y Quintanilla de las Dueñas en el partido Belorado, región de Castilla la Vieja.
En 1822 quedó dentro de la nueva provincia de Logroño, aunque apenas tuvo vigencia. 
En 1833, en la división provincial definitiva, queda dentro de la provincia de Burgos, estando la divisoria apenas a 500 metros del caserío.
En 1850 aparece en el  Diccionario de Pascual Madoz con 10 casas, 7 vecinos y 25 almas.
En 1953 se crea una pequeña central hidroeléctrica pero su producción era escasa y funcionó pocos años hasta 1961.
El pueblo queda definitivamente despoblado en 1963, pasando a engrosar la larga lista de pueblos abandonados.
La iglesia estaba dedicada a San Millán, patrón del pueblo. La fiesta la celebraban el día 12 de noviembre y era famosa porque se jugaba bastante dinero al bote. 
Próximos al poblado se encuentra la piedra donde se supone le cortaron la cabeza a san Vitores junto a la cual están los morales que, según la leyenda, surgieron de las gotas de sangre y leche que brotaron de su cuello al ser decapitado.